# Mörkögd junco
Mörkögd junco (Junco hyemalis) är en mycket vanlig mörk nordamerikansk tätting i familjen amerikanska sparvar. Fågelns utseende varierar mycket och artgränserna både inom arten och gentemot dess närmaste släkting gulögd junco är inte helt klarlagda. Arten är en sällsynt men återkommande gäst i Europa, bland annat med ett fynd i Stockholms skärgård i maj 2017, och ett fynd i Bosund, Larsmo i maj 2024[källa behövs]. IUCN kategoriserar den som livskraftig.

## Systematik och utbredning
Mörkögd junco beskrevs vetenskapligt 1758 av Carl von Linné i hans verk Systema naturae som Fringilla hyemalis, vilket är ungefär kan översättas till "vinterfink". Linnés beskrivningen är extremt kortfattad: "F[ringilla] nigra, ventre albo." vilket betyder "Svart fink med vit buk" , men är ändå tillräckligt unik tillsammans med en källa och konstaterandet att exemplaret kommer från "Amerika".
Linnés källa var Mark Catesby som 1731 beskrev arten innan den vetenskapliga nomenklaturen infördes. Beskrivningen av denna  "snöfågel" lyder som följer:
"Fågelns näbb är vit: bröstet är och buken är vit. Resten av kroppen är svart, men i vissa ställen sotfärgad lutande åt blyfärgad. I Virginia och Carolina uppträder de endast vintertid och är det snö uppträder de som mest. På sommaren ses den ej. Huruvida de drar sig tillbaka och häckar längre norrut (vilket är högst troligt) eller vart de tar vägen när de lämnar dessa länder [sic!] är för mig okänt."
På engelska kallades fågeln vid den här tiden för Snow Bird, vilket svenskarna i Nya Sverige översatte till snöfågel.
Släktet Junco beskrevs först 1831 av tysken Johann Georg Wagler. Namnet Junco är spanska för tågväxterna i familjen Juncaceae, från latinet iuncus för samma växtsort.
Redan i American Ornithologists's Unions (AOU) första checklista från 1886 kallades arterna i släktet för Junco. Det svenska trivialnamnet mörkögd junco är en direkt översättning av det engelskans "Dark-eyed Junco" som myntades 1983 när AOU slog ihop flera arter med junkor med mörka ögon, i förhållande till den sydligare arten gulögd junco ("Yellow-eyed Junco") med ljust öga.
Tidigare fördes de amerikanska sparvarna till familjen fältsparvar (Emberizidae) som omfattar liknande arter i Eurasien och Afrika. Flera genetiska studier visar dock att de utgör en distinkt grupp som sannolikt står närmare skogssångare (Parulidae), trupialer (Icteridae) och flera artfattiga familjer endemiska för Karibien.

### Underarter och utbredning
Mörkögd junco delas in i hela 15 underarter i sju distinkta grupper med följande utbredning:
- hyemalis/carolinensis-gruppen
  - Junco hyemalis hyemalis – norra Alaska och Yukon till norra och centrala USA, flyttar till norra Mexiko
  - Junco hyemalis carolinensis – Appalacherna till norra Georgia
- Junco hyemalis cismontanus – södra och centrala Yukon till väst-centrala Alberta, flyttar till norra Baja och centrala Texas
- oreganus-gruppen
  - Junco hyemalis oreganus – kustnära sydöstra Alaska till centrala British Columbia, flyttar till centrala Kalifornien
  - Junco hyemalis montanus – inre British Columbia och sydvästra Alberta till östra Oregon, västra Montana, Idaho
  - Junco hyemalis shufeldti – västra sluttningar, kustnära berg från sydvästra British Columbia till västra Oregon
  - Junco hyemalis thurberi – södra Oregon till bergen i San Diego County och södra Nevada, flyttar till norra Baja, sydvästra norra Mexiko.
  - Junco hyemalis pinosus – kustområden i Kalifornien (San Francisco till södra Monterey County)
  - Junco hyemalis pontilus – berg i norra Baja California (Sierra Juárez)
  - Junco hyemalis townsendi – berg i norra Baja California (Sierra San Pedro Mártir)
- Junco hyemalis mearnsi – sydöstra Alberta, sydvästra Saskatchewan till östra Idaho, Montana, nordöstra Wyoming
- Junco hyemalis aikeni – sydöstra Montana till västra South Dakota, nordöstra Wyoming och nordvästra Nebraska
- Junco hyemalis caniceps – berg i södra Idaho till Utah och norra New Mexico, flyttar till nordvästra Mexiko
- Junco hyemalis dorsalis – berg i New Mexico, norra Arizona och västligaste Texas

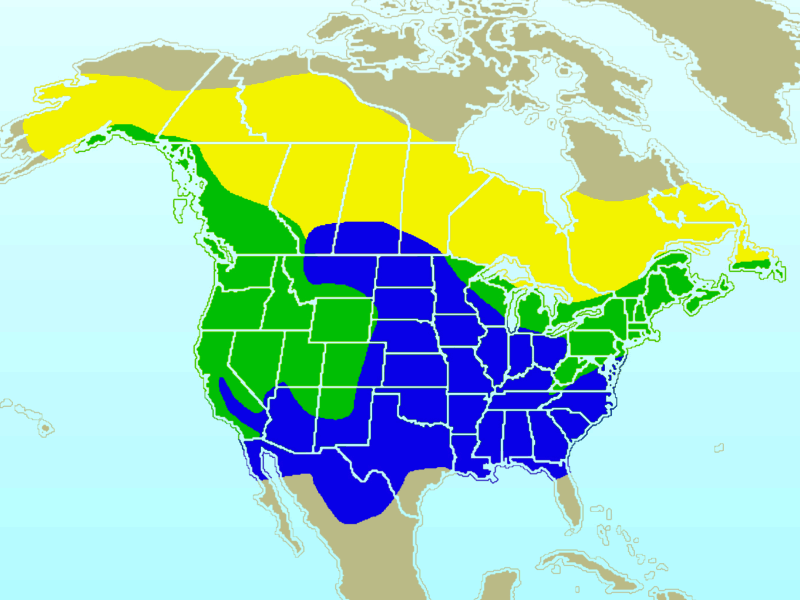
Utbredningsområdet för mörkögd junko, med gult för sommartid, blått för vintertid och grönt åretrunt.

Tidigare inkluderades även guadalupejunco (J. insularis) i mörkögd junko, men den urskiljs numera vanligtvis som egen art efter DNA-studier som visar att den är systerart till mörkögd och gulögd junco tillsammans. 
Alla underartsgrupper utom cismontanus har även historiskt behandlats som egna arter på grund avvikande utseende. Sedan 1983 har de slagits ihop till en art på grund av att de hybridiserar ofta och skapar mellanformer. Fortfarande är det inte helt klarlagt var artgränsen går mellan mörkögd junco och gulögd junco. DNA-studier visar att gulögd junco troligen spred sig norrut först efter den senaste istiden och då dels diversifierade till mörkögd junco som i sin tur utvecklade distinkta former som idag kan sägas vara på gränsen till egna arter. Denna evolutionsprocess har skett bara de senaste 10.000 åren, vilket är mycket snabbt i fågelvärlden.

### Fynd i Europa
Fågeln är en sällsynt men återkommande gäst i Europa, med över ett 40-tal fynd i Storbritannien. Den har även setts på Island och Irland samt i Nederländerna, Polen, Spanien, Danmark och Norge. 14 maj 2017 sågs en sjungande hane på Svenska Högarna i Stockholms skärgård. I oktober 2022 sågs juncon i en villaträdgård i Mjölnartorpets ekoby utanför Karlstad, det andra fyndet för Sverige. 

## Kännetecken

### Utseende
Mörkögd junco är en medelstor amerikansk sparv, som mäter 13-17,5 centimeter på längden, med en relativt lång stjärt. Generellt har den adulta fågeln grått huvud, hals och bröst, grå eller brun rygg och vingar, vit buk, rosafärgad näbb och vita yttre stjärtpennor. Ögat är mörkt.
De olika taxonen skiljer sig utseendemässigt enligt följande:
- "Skifferjunco" (hyemalis, carolinensis och cismontanus)

Denna vanliga och mest spridda grupp, som förekommer i artens nordliga och östliga utbredningsområde, har skiffergrått huvud, bröst och ovansida. Honor är brungrå, ibland med rödbruna flanker.
- "Vitvingad junco" (aikeni)

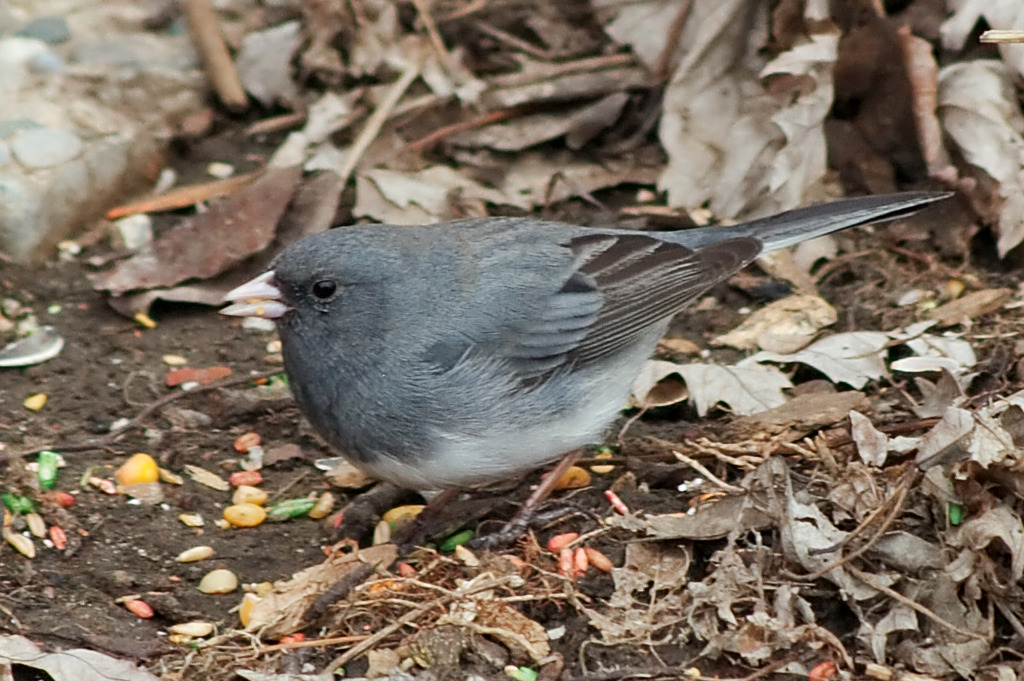
Underarten hyemalis

Taxonet aikeni är den största formen och har en mycket begränsad utbredning i South Dakotas Black Hills. Den har i förhållande till andra taxon, medelgrått huvud, bröst och ovansida med kontrasterande mörkare tygel, ett karakteristiskt vitt vingband och mer vitt på stjärten än andra former.
- "Oregonjunco" (oreganus-gruppen)

Denna form är den mest spridda i västra USA. Den har gråsvart huvud och bröst med brun rygg och vingar, och rostfärgade flanker som är blekare och dovare i färgerna i de södra och östra delarna av utbredningsområdet.
- "Rosasidig junco" (mearnsi)

Behandlas ofta som en del av oreganus-gruppen, men är ljusare grå ovan med kontrasterande mörk tygel. Flankerna är färgade i en kanelrosa nyans, som är färgstarkare och mer utbrett än hos oreganus-gruppen
- "Gråhuvad junco" (caniceps)

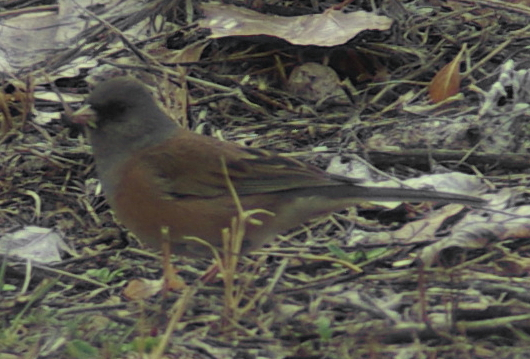
Underarten mearnsii

Denna underart är ljusgrå ovan med rostfärgad rygg.
- "Rödryggig junco" (dorsalis)

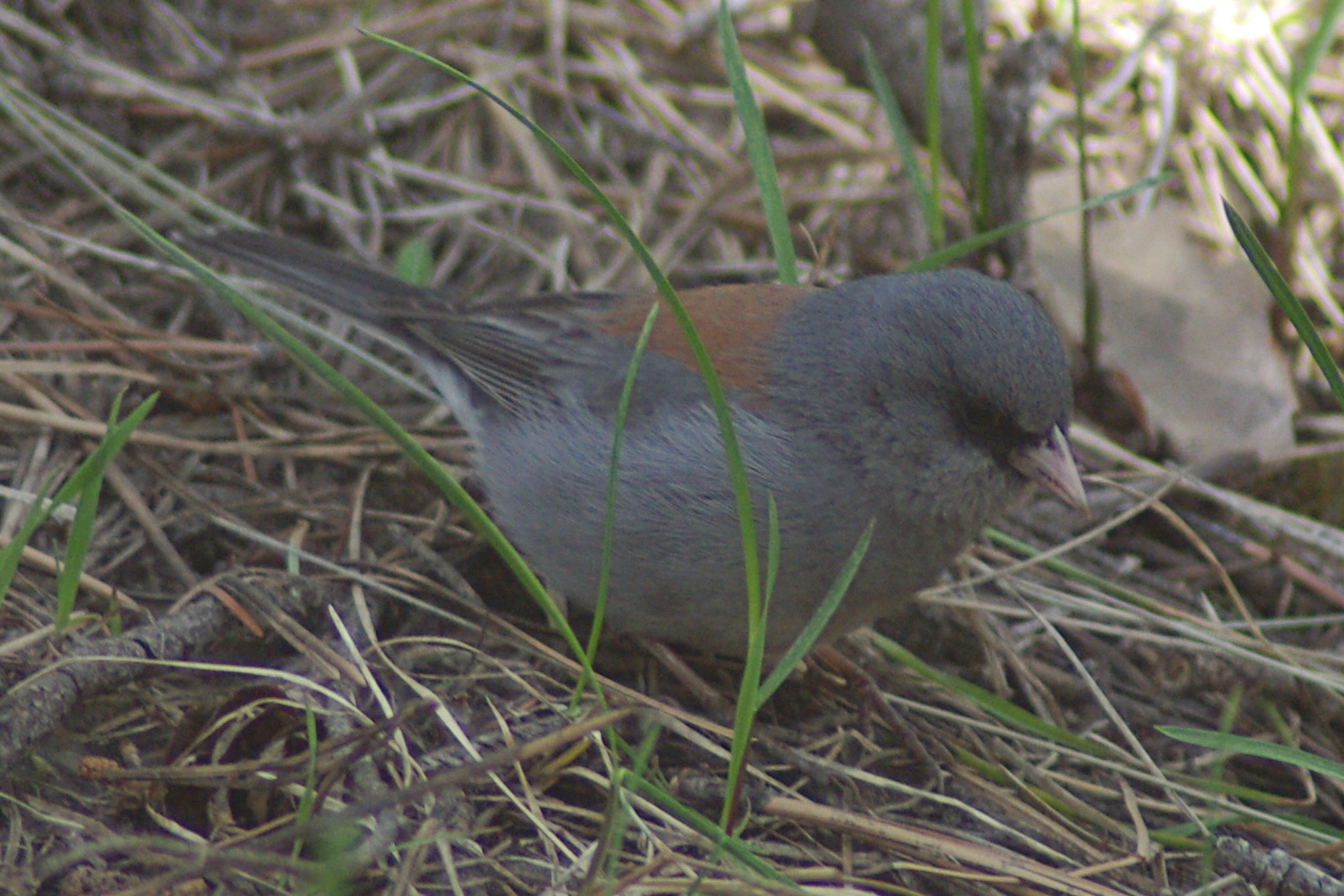
Underarten caniceps

Lik caniceps med sin rostfärgade rygg men har tvåfärgad näbb med silverfärgad nedre näbbhalva och mörk övre, och blekare undersida. Bortsett från det mörka ögat liknar arten den geografiskt angränsande sydligare gulögda juncon.

### Läte
Mörkögd juncos sång är en torr drill som liknar tjippsparvens (Spizella passerina). Sångens hos underarten dorsalis är dock mer varierad, mer lik den hos gulögd junco. Den lockar med knäppande tick och ett blött smackande tjeck".

## Ekologi

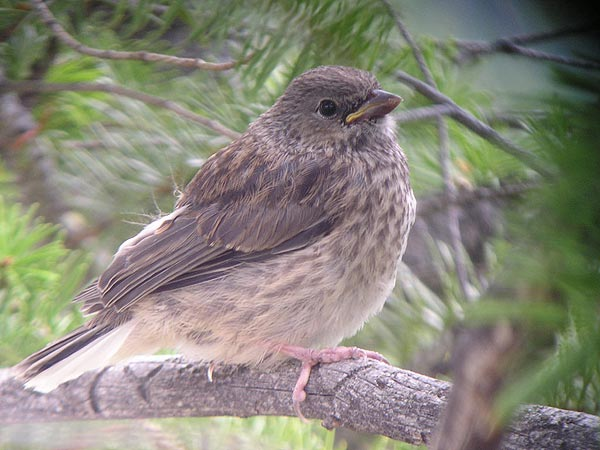
Nyligen flygg mörkögd junko av underarten mearnsi i Yellowstone National Park.

Mörkögd junco häckar i barrskog eller blandskog. Många populationer är stannfåglar eller flyttar endast höjdledes, medan nordliga populationer flyttar söderut och anländer till sina vinterkvarter mellan mitten av september och november. Kalla år kan arten även stanna kvar i vinterkvarteren och häcka där. Vintertid ses juncor ofta i städer och kan då vara den vanligaste arten vid fågelmatningar. De födosöker på marken efter insekter och frön, vintertid ofta i flock.
Fågeln börjar lämna vinterkvarteren i slutet av mars för att återvända till häckningsområdena. Den häckar oftast på marken i en väl gömd skålformad fördjupning i marken, men kan också bygga bo lågt i en buske eller ett träd. Honan lägger normalt två kullar med fyra ägg som hon ruvar i tolv till 13 dagar. Ungarna lämnar boet mellan elva och 14 dagar efter kläckning.

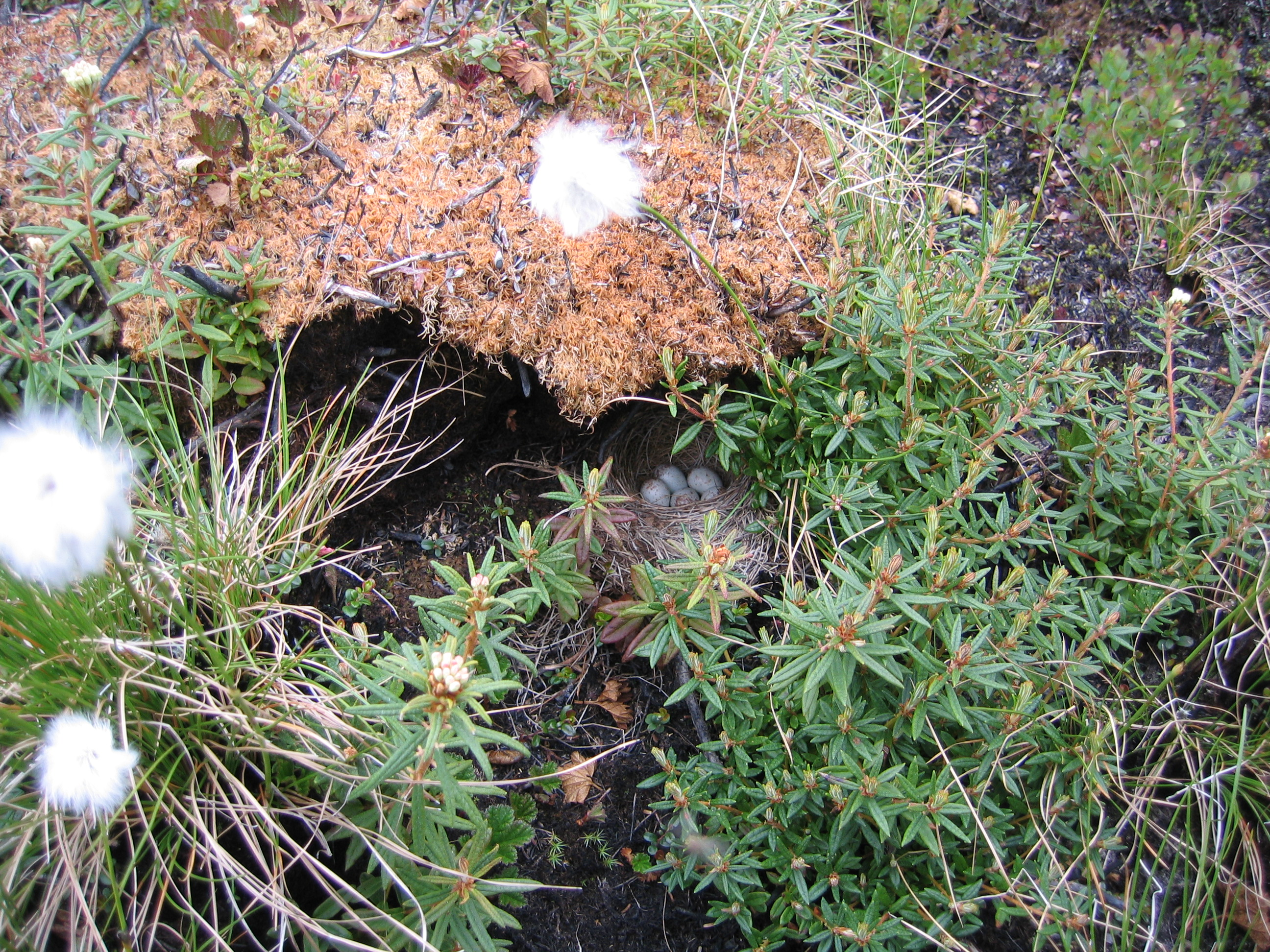
Bo med ägg.

## Status och hot
Arten har ett stort utbredningsområde och en stor population med stabil utveckling som inte tros vara utsatt för något substantiellt hot. Utifrån dessa kriterier kategoriserar internationella naturvårdsunionen IUCN arten som livskraftig (LC). Världspopulationen är mycket stor och uppskattas till 220 miljoner vuxna individer.